# Amphisbaena myersi
Amphisbaena myersi là một loài bò sát trong họ Amphisbaenidae. Loài này được Hoogmoed mô tả khoa học đầu tiên năm 1988.